# Tiếng Xá Phó
Tiếng Xá Phó (tiếng Anh: Laghuu, hay còn gọi là Phù Lá Lão) là một ngôn ngữ thuộc nhóm Lô Lô được nói ở Tây Bắc Việt Nam. Ở Nậm Sài, thị xã Sa Pa, tên tự gọi là La Hủ, còn ở tỉnh Sơn La là la21ɔ44 (Edmondson 1999). Người dân còn được người Việt gọi là Phù Lá Lão.
Edmondson coi tiếng Xá Phó có liên quan nhưng không phải là một phần của nhóm tiếng Lô Lô ở Trung Quốc. Jamin Pelkey (2011) coi tiếng Xá Phó là một ngôn ngữ thuộc nhóm Lô Lô Đông Nam.

## Phân phối
Tiếng Xá Phó được nói bởi tổng cộng khoảng 1.000 người ở các địa điểm sau (Edmondson 1999 & 2002).
- Tỉnh Lào Cai
  - Huyện Văn Bàn
  - Huyện Bảo Thắng
  - Huyện Bát Xát
    - A Lù

  - Thị xã Sa Pa
    - Nậm Sài

  - Cam Đường (gần thành phố Lào Cai)
- Tỉnh Yên Bái
  - Văn Yên
- Tỉnh Sơn La
  - Thuần Giáo

Tại Việt Nam, người nói tiếng Xá Phó được phân loại chính thức là một phần của dân tộc Phù Lá. Một số nhóm được gọi là "Phù Lá Đen", và một số khác là "Phù Lá Hoa".